# CRAS Volante
O trabalho volante realizado pelos CRAS se caracteriza pelo deslocamento de profissionais exclusivos para este serviço, ao longo do território referenciado, com a finalidade de levar informações como também realizar pré atendimentos assistenciais, a ser complementados na unidade de CRAS, com o intuito de facilitar o acesso da população aos serviços de assistência.

## Justificativa para o trabalho volante
A união, através do Ministério do Desenvolvimento Social e Combate à Fome, notou que alguns segmentos populacionais não tinham acesso aos benefícios ofertados pelos CRAS devido a fatores como distância a que se encontravam da sede. Tratava-se de comunidades rurais, grupos indígenas, quilombolas, calhas de rios, assentamentos, dentre outros, cujo acesso ao espaço físico dos CRAS era dificultado . Diante desta questão a União, através do Ministério do Desenvolvimento Social e Combate à Fome – MDS- instituiu, no ano de 2009, através da Resolução nº 10 da Comissão Intergestores Tripartite – CIT - a expansão do financiamento para a proteção básica nos municípios, favorecendo a implantação do trabalho volante, a ser realizado pelos CRAS já atuantes, em municípios onde ocorre a dispersão da população. Trata-se de uma estratégia de enfrentamento à realidade socioterritorial observada, onde a dispersão de alguns grupos se torna empecilho para que os benefícios da assistência se efetivem enquanto realidade para estes 

## Composição da equipe volante de um CRAS
Aos CRAS já atuantes se acrescentam profissionais exclusivos para o trabalho volante, a saber: 01 assistente social, 01 psicólogo e 02 técnicos de nível médio.

## Função da equipe volante
À equipe volante cabe, além do acompanhamento às famílias já cadastradas através desta modalidade de trabalho, o papel de se deslocar pelo território de referência da unidade de CRAS a qual pertence, em busca de novas famílias e/ou indivíduos ainda não cadastrados, levando informações quanto ao trabalho, política, programas e projetos gerenciados pelo CRAS do território, bem como informando sobre a rede socioassistencial de atendimento às demandas do mesmo. Para este trabalho deve ser disponibilizado um veículo exclusivo, devidamente identificado enquanto CRAS volante 